# Martin Modl
Martin Modl (16. června 1854, Mitterdorf – 3. února 1914, Hohenbach) byl německý luterský duchovní, původem z Korutan, spjatý svou činností zejména s oblastí Rakouského Slezska.
Po gymnaziálních studiích v Klagenfurtu a Těšíně vystudoval ve Vídni teologii.
Po krátkém angažmá v armádě působil jako vikář v obci Unterhaus, a následně jako farář v korutanských obcích Treßdorf a Zlan a v letech 1886-1913 v Bílsku. Roku 1909 neúspěšně kandidoval na moravsko-slezského superintendenta.
Hlásil se k luterské ortodoxii. Podílel se na vydávání časopisu „Der oesterreichische Protestant”. Řada jeho kázání vyšla tiskem.